# Lý Thọ
Lý Thọ (giản thể: 李寿; phồn thể: 李壽; bính âm: Lǐ Shòu) (300–343), tên tự Vũ Khảo (武考), gọi theo thụy hiệu là (Thành) Hán Chiêu Văn Đế ((成)漢昭文帝), là một Hoàng đế Thành Hán trong lịch sử Trung Quốc. Ông là anh em họ của người sáng lập nên Thành Hán là Lý Hùng, ông lật đổ con trai của Lý Hùng là Lý Kỳ năm 338. Lý Thọ sau đó muốn đoạn tuyệt với chế độ mà Lý Hùng gây dựng nên đã đổi quốc hiệu từ Thành sang Hán, và còn đi xa hơn nữa khi lập một tông miếu khác. Tuy nhiên, các sử gia không coi chế độ của ông là một nước riêng và gọi chế độ từ khi Lý Hùng sáng lập nên cho đến thời con trai của Lý Thọ là Lý Thế là một nhà nước duy nhất với tên gọi Thành Hán. Lý Thọ ban đầu được biết đến với lòng khoan dung và tiết kiệm, giống như Lý Hùng, song sau đó ông chuyển sang noi theo cách cai trị của Hoàng đế Hậu Triệu là Thạch Hổ khi cai trị một cách khắc nghiệt và ngông cuồng, gây cho người dân gánh nặng rất lớn và làm tổn hại đến Thành Hán.

## Dưới thời Lý Hùng trị vì
Lý Thục là con trai của Lý Tương (李驤), đây là một thúc phụ được Lý Hùng tin tưởng và cũng là một quân sư chủ chốt, Lý Tương được ban cho tước hiệu Hán vương. Khi Lý Thọ 18 tuổi, Lý Hùng tin tưởng vào tài năng của Lý Thọ nên đã lập làm tướng, Lý Thọ đảm nhiệm chức vụ ở Tấn Thọ (晉壽, này thuộc Quảng Nguyên, Tứ Xuyên). Sau khi phụ thân qua đời năm 328, Lý Thọ có được một số chức vụ quan trọng và được lập làm Phù Phong công. Trong một chiến dịch vào năm 332 và 333, ông đã lãnh đạo một đội quân Thành Hán chinh phạt Ninh Châu (寧州, nay là Vân Nam và Quý Châu) của Đông Tấn. Quân Thành Hán trước đó đã không thể chinh phục được châu này, do vậy nên khi ông chiến thắng, vị thế của ông đã được củng cố. Sau chiến thắng, ông được lập làm Kiến Ninh vương.

## Dưới thời Lý Kỳ cai trị
Sau khi Lý Hùng qua đời năm 334 và người cháu Lý Ban lên kế vị, theo chiếu chỉ của Lý Hùng, Lý Thọ là một trong những đại thần then chốt trong việc điều hành triều đình, cùng với Hà Điểm (何點) và Vương Côi (王瓌). Ông đã không tham gia hay chống lại âm mưu của hai con trai của Lý Hùng là Lý Việt (李越) và Lý Kỳ để lật đổ Lý Ban. Sau khi Lý Việt ám sát Lý Ban trong cùng năm và lập Lý Kỳ làm hoàng đế, Lý Thọ đã được phong làm Hán vương và ban đầu vẫn tiếp tục kiểm soát triều chính. Khi người anh em họ của Lý Kỳ là Lý Thủy (李始) mời Lý Thọ cùng mình hạ bệ Lý Kỳ, Lý Thục đã từ chối và Lý Thủy quay sang cáo buộc Lý Thọ phản nghịch, song Lý Kỳ thay vào đó đã lệnh Lý Thọ đi đánh anh trai của Lý Ban là Lý Ngọ (李玝), người trước đó đã cảnh báo với Lý Ban về âm mưu của Lý Việt và Lý Kỳ. Lý Thọ đã gửi sứ giả đến thuyết phục Lý Ngọ chạy trốn và để cho Lý Ngọ một con đường. Lý Ngọ đào thoát đến Đông Tấn. Sau chiến dịch này, Lý Kỳ phong cho Lý Thọ làm thứ sử Lương Châu (nay là bắc bộ Tứ Xuyên), tại Phù Thành (nay thuộc Miên Dương, Tứ Xuyên).
Dưới thời Lý Kỳ trị vì, vị hoàng đế này luôn nghi ngờ Lý Thọ có thể nổi loạn, và Lý Thọ thường xuyên phải lo lắng về sinh mạng của mình. Cả hai anh em Lý Kỳ và Lý Việt đều lo sợ ông. Vì vậy, bất cứ khi nào Lý Thọ đến kinh thành Thành Đô, ông đều lệnh cho các thuộc hạ gửi báo cáo sai rằng quân Hậu Triệu hoặc Đông Tấn tấn công, nhờ vậy ông ta có thể quay về với lý do phòng thủ. Năm 338, Lý Thọ tham khảo ý kiến của ẩn sĩ Cung Tráng (龔壯), người này khuyên ông nổi loạn và tuyên bố mình là chư hầu của nhà Tấn. Lý Thọ sau đó lập kế hoạch tấn công cùng với các quân sư La Hằng (羅恆) và Giải Tư Minh (解思明). Lý Kỳ nghe được một số tin đồn về việc này, đã nhiều lần cử hoạn quan Hứa Phù (許涪) đến để do thám Lý Thọ và đầu độc huynh đệ nuôi của Lý Thọ là Lý Du (李攸). Lý Thọ phản ứng lại bằng cách giả mạo một bức thư từ người anh em đồng hao là Nhâm Điệu (任調), trong đó nói rắng Lý Kỳ định bắt và giết chết Lý Thọ. Lý Thọ sau đó đưa lá thư cho các binh sĩ của mình xem. Các binh lính tin lời Lý Thọ và chấp thuận hành quân về Thành Đô.
Lý Kỳ đã không dự liệu được cuộc tấn công này, hơn nữa, người kế tự của Lý Thọ là Lý Thế, một viên quan cai quản cận binh kinh thành, đã mở cổng thành nghênh đón quân của phụ thân. Sau đó, Lý Thọ ép Lý Kỳ ra lệnh hành quyết Lý Việt và một số triều thần mà Lý Kỳ tin cậy. Lý Thọ về sau giả mạo một chiếu chỉ của Nhâm thái hậu để phế truất Lý Kỳ và giáng cựu hoàng đế thành Cung Đô huyện công. Lý Kỳ sau đó đã tự vẫn.

## Trị vì
La Hằng và Giải Tư Minh đề xuất với Lý Thọ rằng ông chỉ nên xưng làm Thành Đô vương và khuất phục làm chư hầu của Tấn, song Nhâm Diệu, Sái Hưng (蔡興), và Lý Diễm (李艷) đã thuyết phục Lý Thọ lên ngôi hoàng đế. Lý Thọ sau đó đã cải quốc hiệu từ Thành sang Hán và lập một tông miếu mới cho phụ thân ông là Lý Tương và mẫu thân, tuyệt giao với chế độ mà Lý Hùng đã gây dựng nên. Ông khá hổ thẹn về những sự kiện đã diễn ra trong thời Lý Hùng, đến nỗi ông đã ra lệnh rằng các tấu thư của thuộc hạ không được phép nói đến đức của Lý Hùng, tin tưởng rằng ông có thể vượt qua Lý Hùng trên mọi phương diện. Ông yêu cầu Công Tráng ra khỏi nơi ẩn cư và trở thành một quân sư cấp cao, song Công Tráng thất vọng trước việc Lý Thọ đã không trở thành chư hầu của Tấn nên đã từ chối. Ông lập vợ mình làm Diêm Hoàng hậu, lập Lý Thế làm thái tử.
Sau đó vào năm 338, viên quan Nhâm Nhan (任顏), là ruột thịt của Nhâm Thái hậu, đã âm mưu phản nghịch song đã bị phát hiện và bị giết. Lý Thọ đã sử dụng việc này để giết chết tất cả những người con còn sống sót của Lý Hùng.
Mùa xuân năm 339, Thánh Hán bị mất Ninh Châu, là vùng mà Lý Thọ đã chiếm của Tấn vài năm trước đó. Trong vài năm sau đó, Tấn và Thành Hán tiếp tục giao chiến tại nhiều nơi ở Ninh Châu.
Năm 340, hoàng đế Hậu Triệu là Thạch Hổ viết một lá thư cho Lý Thọ nhằm kết liên minh chống Tấn. Lý Thọ chấp thuận và bắt đầu xây dựng quân đội và tích trữ lương thảo, sẵn sàng giao chiến bất chấp phản đối từ Giải Tư Minh. Công Tráng đến Thành Đô và phân tích tình hình cho Lý Thọ rằng nếu như Tấn bị diệt, Lý Thọ sẽ buộc phải khuất phục trước Hậu Triệu. Lý Thọ sau đó đã hủy bỏ kế hoạch tấn công Tấn. Sau đó trong năm, liên minh giữa Thành Hán và Hậu Triệu bị tổn hại nghiêm trọng khi Lý Thọ viết cho Thạch Hổ một bức thư với lời lẽ ngạo mạn, dẫn đến việc Thạch Hổ nhiều lần tấn công.
Vào đầu giai đoạn trị vì, Lý Hùng theo cách thức cai trị của Lý Hùng là khoan dung, song sau đó, khi sứ thần của ông đến Hậu Triệu và thuật lại việc Thạch Hổ giữ trật tự luật pháp một cách nghiêm khắc, Lý Thọ đã thay đổi và trở nên khắc nghiệt hơn và cho bắt đầu xây dựng nhiều công trình nhằm ganh đua với Thạch Hổ. Cũng giống như Thạch Hổ gây ra cho thần dân Hậu Triệu, thần dân Thánh Hán phải chịu gánh nặng và điều này đã khiến họ suy giảm lòng trung thành với đất nước.
Năm 343, Lý Thọ chết, Lý Thế kế vị.